# Enrique Martínez y Morales
Enrique Martínez y Morales (Saltillo, Coahuila de Zaragoza, 24 de enero de 1976) es un político, empresario y editorialista mexicano.

## Familia
Es el hijo primogénito de María Guadalupe Morales Algaba y Enrique Martínez y Martínez, quien fuera Gobernador de Coahuila de 1999 a 2005, titular de la SAGARPA de 2012 a 2015 y Embajador de México ante Cuba de 2015 a 2018. El 29 de septiembre de 2012 contrajo matrimonio con Lilia Hiarmes Martínez.

## Estudios
Estudió la carrera de Licenciado en Economía en el Instituto Tecnológico y de Estudios Superiores de Monterrey (ITESM), de la que recibió Mención Honorífica. Posteriormente estudió la Maestría en Administración en esa misma institución y obtuvo el grado de Master of Business Administration por la University of Texas at Austin. También estudió la Maestría en Políticas Públicas en el Instituto Tecnológico Autónomo de México ITAM. De éstas recibió Mención Honorífica y Excelencia Académica, respectivamente. También ha estudiado diplomados en el ITESM, The Graduate School of Political Management at George Washington University y en el Instituto para el Desarrollo Técnico de las Haciendas Públicas (INDETEC). Acreditó también el Programa de Alta Dirección (AD-2) en el Instituto Panamericano de Alta Dirección de Empresa (IPADE Business School).

## Ámbito académico
Impartió cátedra en la Facultad de Economía de la Universidad Autónoma de Coahuila, en el Colegio Nacional de Educación Profesional Técnica y en el  ITESM, Campus Saltillo, en materias de ciencia política y economía. Es editorialista de varios periódicos sobre temas económicos y financieros.

## Ámbito laboral
Además de empresario, ha ocupado cargos públicos como el de Asesor de la Presidencia de la República, director general del DIF Coahuila, Asesor del Subsecretario de Hacienda y Crédito Público, Subsecretario de Ingresos del Gobierno del Estado de Coahuila de Zaragoza y diputado de mayoría en la Quincuagésima Octava Legislatura del Congreso del Estado de Coahuila, en la que se desempeñó como Coordinador de la Comisión de Fomento Económico, Secretario de las Comisiones de Finanzas y de Atención a Grupos Vulnerables y vocal en la Comisión de Obras Públicas. 
De 2013 a 2017 ocupó los cargos de delegado de Economía y Desarrollo Social en el estado de Nuevo León. Durante 2018 ocupó el cargo de director general de la Financiera Rural, dependencia en la que anteriormente se había desempeñado como director general Adjunto de Promoción de Negocios y Coordinación Regional. De 2021-2024 fungió como Titular de la Secretaría de Vivienda y Ordenamiento Territorial del Estado de Coahuila de Zaragoza.  
Participa en empresas propias y familiares con alcance regional y nacional en los sectores automotriz, funerario, de energías renovables, agroalimentario, industrial, inmobiliario, de consultoría y de tecnologías del agua. Es socio fundador de las firmas Innovare Capital y Martínez Hiarmes Consultores.
Actualmente es Titular de la Secretaría de Inclusión y Desarrollo Social del Estado de Coahuila de Zaragoza.

## Ámbito social
Fue presidente del Casino de Saltillo, A. C., presidente del Colegio de Economistas de Coahuila, A.C., vicepresidente del Instituto Mexicano de Ejecutivos de Finanzas Coahuila Sureste y miembro del Patronato 21K Coahuila.

## Ámbito político
Fue presidente de la Fundación Colosio Filial Coahuila, A.C., consejero político estatal y municipal de su Partido y candidato a diputado federal. También ha fungido como representante general, así como coordinador juvenil y de enlace político en varias campañas electorales.